# Château de Nirayama
Le château de Nirayama (韮山城, Nirayama-jō) était un château japonais situé sur une colline à Izunokuni, dans la préfecture de Shizuoka. Il n'en reste à présent que quelques vestiges.

## Histoire
La date de construction du château est incertaine, mais elle aurait eu lieu à la fin du XVe siècle. Le château devient une possession du clan Go-Hōjō vers 1493 et il est utilisé par Hōjō Sōun comme base dans la province d'Izu. Il y a vécu jusqu'à sa mort en 1519.
En 1590, Toyotomi Hideyoshi, qui avait presque unifié le pays, attaqua la région. Le château résista à un siège de 3 mois avec 3 600 hommes contre une force d'environ 50 000 soldats sous le commandement d'Oda Nobukatsu. Mais à la suite de la chute des autres châteaux du clan Go-Hōjō, les occupants du château sont contraints de capituler.
Après la reddition, Naitō Nobunari, vasal de Tokugawa Ieyasu, s'installe dans le château. Il le quitta en 1601, date à laquelle le château fut abandonné.
Aujourd'hui il ne reste que des vestiges des douves et des fondations.